# 重田千穂子
重田 千穂子（しげた ちほこ、1957年6月12日 - ）は、日本の女優・声優。鹿児島県出身。オフィスPSC所属。

## 来歴・人物
以前はイイジマルーム、テアトル・エコーに所属していた。鹿児島市立鹿児島玉龍高等学校、日本電子工学院（現・日本工学院専門学校）演劇科卒業。
高校卒業後、杉村春子に憧れて役者を志して上京。
劇団への入団が叶わない中、偶然、テアトル・エコーと縁があって入団（1978年のことであった）。1980年、団員に昇格。所属時より外部出演も多数こなしていた。
1984年の『ライオンのいただきます』内での「いただきます劇場」にヒロシ&チーボー（ヒロシは伊沢弘）名義でレギュラー出演。
1995年からは『コメディーお江戸でござる』、2004年からは『コメディー道中でござる』にレギュラー出演（おもにお重名義）。
2018年、『西郷どん』に出演し、薩摩弁を披露。SNS上で話題になった。

## 出演

### テレビドラマ

#### NHK
※特記以外は総合テレビ
- 隠密八百八町（2011年）
- お葬式で会いましょう（2014年） - 金光久美子 役
- だから荒野（2015年、BSP） - 島津みさ子 役
- 西郷どん（2018年）
- 風の市兵衛（2018年） - おきね 役
- 昭和元禄落語心中（2018年） - 七代目の妻

#### 日本テレビ
- 熱中時代 第2シリーズ 第17話「祖父母会とボートレース」(1980年） - 娘 役
- 火曜サスペンス劇場
  - 「弁護士・高林鮎子」
    - 第26作（2000年）
    - 第32作（2003年） - 魚津智子 役
    - 第34作（2005年） - 瀬戸美枝子 役

  - 「監察医・室生亜季子28」（2000年） - 篠原マキ 役
  - 「警視庁鑑識班18」（2005年） - 逢沢葉子 役

#### TBS
- 3年B組金八先生（2001年） - 笠井里枝 役
- 水戸黄門 (パナソニック ドラマシアター)
  - 第36部（2006年） - おかつ 役
  - 第42部（2011年） - お駒 役
- 病院へ行こう!（2006年） - 多岐川和恵 役
- 月曜ミステリー劇場
  - 「早乙女千春の添乗報告書12」（2002年） - 植木葉子 役
  - 「税務調査官・窓際太郎の事件簿9」（2002年） - 川上秋江（川上の妻） 役
  - 「ペットシッター沢口華子の事件簿2」（2004年） - 後藤松子 役
- 月曜ゴールデン
  - 「占い師みすず 事件は運命の彼方に2」（2007年） - 三杉多恵 役
  - 「ヤメ刑探偵 加賀美塔子2」（2012年） - 昌江

#### 読売テレビ
- ナイトホスピタル〜病気は眠らない〜（2002年） - 弥生

#### フジテレビ
- 世にも奇妙な物語
  - 「マイホーム」（1990年） - 青木
- 金曜エンタテイメント
  - 「無医村に花は微笑む」（2006年） - 根本洋子 役
- 金曜プレステージ
  - 「赤い霊柩車シリーズ24」（2009年） - 小田真澄 役

#### テレビ朝日
- 女教師（1998年）
- 笑ゥせぇるすまん（1999年） - 中念恵子 役
- はぐれ刑事純情派
  - （1990年）
  - （2001年） - 村上典子 役
- 警視庁捜査一課9係
  - 第5シリーズ（2010年） - 村越保子 役
  - 第8シリーズ（2013年） - 桂木アキコ 役
- 崖っぷちのエリー〜この世でいちばん大事な「カネ」の話〜（2010年）
- 告発〜国選弁護人（2011年） - 柏原英子 役
- 家政夫のミタゾノ 第4シリーズ（2020年） - 藤原奈美 役
- 相棒 Season20（2021年） - 和久井倫世 役
- プライベートバンカー 第1話（2025年1月9日、テレビ朝日） - 志穂 役[5]
- 土曜ワイド劇場
  - 「7人のOLが行く!1」（1994年） - 渡辺妙子 役
  - 「エステサロン白い肌殺人事件1」（1997年） - 光森千明 役
  - 「森村誠一の終着駅シリーズ13」（1997年） - 山下カオリ 役
  - 「タクシードライバーの推理日誌8」（1998年） - 高岩教諭 役
  - 「事件記者冴子の殺人スクープ1」（1999年） - 野田君江 役
  - 「温泉若おかみの殺人推理25」（2013年） - 田中志穂 役

#### テレビ東京
- ウッチャンナンチャンのコンビニエンス物語（1990年） - 内山勝恵 役
- 下北沢ダイハード (2017年) 第7話「手がビンになった男」 - 母親
- 三匹のおっさん〜正義の味方、見参!!〜（2014年） - 幹代
- 孤独のグルメ Season5 第11話（2015年12月12日） - お母さん 役
- 噂の女（2018年） - 和田貴美子 役
- 警視庁強行犯係・樋口顕（2021年） - 渡辺美和 役
- 水曜ミステリー9
  - 「警察署長・たそがれ正治郎3」（2006年） - 鈴川千代子 役
  - 「介護ヘルパー紫雨子の事件簿」（2012年 - 2013年） - 本田君子 役
  - 「北海道警事件ファイル 警部補 五条聖子1」（2012年） - 原田知子 役

### 配信ドラマ
- 御子柴修の超!プライベートなバンカー（2025年、TELASA） - 志穂 役[6]

### 映画
- スキヤキ（1995年）
- マリと子犬の物語（2007年） - 小出靖子 役
- 六月燈の三姉妹（2013年） - 居酒屋「京ちゃん」のママ 役

### バラエティー番組
- ライオンのいただきます（1984年 - 1989年）
- 一枚の写真（1989年）
- コメディーお江戸でござる（1995年 - 2004年）
- コメディー道中でござる（2004年 - 2006年）
- クイズ!脳ベルSHOW（2018年）

### テレビアニメ
- 宇宙船サジタリウス（エリー）
- うる星やつら
- グリム名作劇場（1988年、王女）
- 新グリム名作劇場（1988年 - 1989年、イレーネ、テトラ）
- スペースコブラ（1982年）
- ダッシュ勝平（女生徒、女子部員B）
- プラレス3四郎（女学生アナ）
- まいっちんぐマチコ先生（ヒロミ〈代役〉、女子レスラー）
- 未来警察ウラシマン

### OVA
- X電車でいこう[7]

### 海外ドラマ
- ふたりは最高! ダーマ&グレッグ
- フレンズ

### CM
- 任天堂